# Adrien Chareyre
Adrien Chareyre (Alès, 11 febbraio 1986) è un pilota motociclistico francese.

## Carriera
Dopo aver debuttato nel 2003 a soli 17 anni, nel 2007 ha corso nella categoria S1 (450) del Campionato Mondiale Supermoto su Husqvarna vincendo il suo primo titolo di Campione Mondiale, divenendo a 21 anni il più giovane campione del mondo di supermoto della storia. Tra l'altro anche suo fratello minore Thomas compete nella stessa disciplina ad alto livello.
Nel 2008 decide di schierarsi nella classe S2 ancora con il team ufficiale Husqvarna in sella a una SM530RR, bissando il titolo mondiale. È così il primo pilota della storia del supermotard a vincere due titoli mondiali consecutivamente e il più giovane pluricampione del mondo della disciplina.
A fine 2010 viene lasciato da Husqvarna e passa al team satellite Aprilia Fast Wheels con moto ufficiale, e vince il suo quarto titolo mondiale, divenendo il pilota di supermoto più titolato insieme a Thierry Van Den Bosch. Nel 2011 conquista il quarto titolo Supermotard, il secondo nella categoria S1.

## Altri risultati
- 2000: 8º posto Campionato Europeo Motocross 85 cm³
- 2001: Campione Francese Supermoto Prototipi 50 cm³ (su Derbi)
- 2002: 33º posto Campionato Europeo Supermoto (su Husqvarna)
- 2002: 11º posto Campionato Francese Supermoto classe 450 (su Husqvarna)
- 2002: 9º posto Campionato Francese Supermoto classe Prestige (su Husqvarna)
- 2003: 25º posto Campionato del Mondo Supermoto (su Husqvarna) e infortunio
- 2003: 32º posto Campionato Europeo Supermoto classe 650 cm³ (su Husqvarna) e infortunio
- 2003: 6º posto Campionato Francese Supermoto classe Prestige (su Husqvarna) e infortunio
- 2003: 13º posto Campionato Francese Supermoto classe 450 (su Husqvarna) e infortunio
- 2004: 5º posto Campionato del Mondo Supermoto S2 (su Husqvarna)
- 2004: 2º posto Campionato Francese Supermoto classe Prestige (su Husqvarna)
- 2004: 3º posto Campionato Francese Supermoto classe 450 (su Husqvarna)
- 2004: 2º posto generale Supermoto delle Nazioni (Team France) (su Husqvarna)
- 2005: 2º posto Campionato del Mondo Supermoto S2 (su Husqvarna)
- 2005: 2º posto generale Supermoto delle Nazioni (Team France) (su Husqvarna)
- 2005: Campione Francese Supermoto classe 450 (su Husqvarna)
- 2006: 3º posto Campionato del Mondo Supermoto S2 (su Husqvarna)
- 2006: 2º posto generale Supermoto delle Nazioni (Team France) (su Husqvarna)
- 2006: Campione Francese Supermoto classe 450 (su Husqvarna)
- 2006: 23º posto Campionato AMA Supermoto (1 gara su 10) (su Husqvarna)
- 2007: 4º posto Campionato Francese Supermoto classe 450 (su Husqvarna)
- 2007: 20º posto Campionato Internazionale d'Italia Supermoto S1 (1 gara su 6) (su Husqvarna)
- 2007: 23º posto Campionato AMA Supermoto (2 gare su 10) (su Husqvarna)
- 2008: Campione Internazionale d'Italia Supermoto S2 (su Husqvarna)
- 2008: 5º posto Extreme Supermotard di Bologna (su Husqvarna)
- 2009: 3º posto Campionato Internazionale d'Italia Supermoto (su Husqvarna)
- 2009: Medaglia di bronzo X-Games Supermoto di Los Angeles (su Husqvarna)
- 2009: 21º posto Superbikers di Mettet (su Husqvarna)
- 2009: 24º posto Extreme Supermotard di Bologna (su Husqvarna)
- 2010: 5º posto Campionato Internazionale d'Italia Supermoto S1 (su Husqvarna)
- 2010: 5º posto Campionato del Mondo Supermoto S1 (su Husqvarna)
- 2010: 2º posto Superbikers di Mettet (su Husqvarna)
- 2010: Vincitore Scorpion Masters (su Husqvarna/Yamaha)
- 2010: 4º posto Supermotard Indoor de Tours (su Husqvarna)
- 2011: 3º posto Campionato Internazionale d'Italia Supermoto S1 (su Aprilia)
- 2011: 34º posto Superbikers di Mettet (su Aprilia)